# Sopubia comosa
Sopubia comosa är en snyltrotsväxtart som först beskrevs av Bonati, och fick sitt nu gällande namn av Takasi Takashi Yamazaki. Sopubia comosa ingår i släktet Sopubia och familjen snyltrotsväxter. Inga underarter finns listade i Catalogue of Life.